# Рухотинська сільська рада
Ру́хотинська сільська́ ра́да — адміністративно-територіальна одиниця та орган місцевого самоврядування в Хотинському районі Чернівецької області. Адміністративний центр — село Рухотин.

## Загальні відомості
- Населення ради: 870 осіб (станом на 2001 рік)

## Населені пункти
Сільській раді підпорядковані населені пункти:
- с. Рухотин
- с. Блищадь
- с. Гринячка
- с. Корнешти

## Склад ради
Рада складається з 16 депутатів та голови.
- Голова ради:
- Секретар ради: Роскрут Інна Євгеніївна

### Керівний склад попередніх скликань
| Прізвище, ім'я, по батькові | Основні відомості                                                         | Дата обрання | Дата звільнення |
| --------------------------- | ------------------------------------------------------------------------- | ------------ | --------------- |
| Лісничий Віктор Євгенович   | Сільський голова, 1947 року народження, освіта вища, безпартійний         | 26.03.2006   | 31.10.2010      |
| Лісничий Віктор Євгенович   | Сільський голова, 1947 року народження, освіта вища, член Партії регіонів | 31.10.2010   | 08.07.2013      |
| Дудка Руслан Михайлович     | Сільський голова, 1977 року народження, освіта вища, безпартійний         | 25.05.2014   | 03.02.2015      |

Примітка: таблиця складена за даними сайту Верховної Ради України

### Депутати
За результатами місцевих виборів 2010 року депутатами ради стали:

#### За суб'єктами висування
| Суб'єкт висування | Кількість обраних депутатів | %    |
| ----------------- | --------------------------- | ---- |
| Партія регіонів   | 10                          | 62,5 |
| Самовисування     | 5                           | 31,3 |
| Народна партія    | 1                           | 6,3  |

#### За округами
| № округу        | Прізвище, ім'я, по батькові   | Дата визнання обраним | Освіта             | Партійна приналежність                        | Відомості про обраного депутата                   |
| --------------- | ----------------------------- | --------------------- | ------------------ | --------------------------------------------- | ------------------------------------------------- |
| Народна Партія  |                               |                       |                    |                                               |                                                   |
| 15              | Бранашко Володимир Григорович | 04.11.2010            | середня спеціальна | член Народної партії                          | Рухотинське лісництво, лісник                     |
| Партія регіонів |                               |                       |                    |                                               |                                                   |
| 4               | Грозав Людмила Анатоліївна    | 04.11.2010            | вища               | член Партії регіонів                          | Рухотинська сільська рада, бухгалтер              |
| 5               | Роскрут Зінаїда Леонідівна    | 04.11.2010            | вища               | член Партії регіонів                          | Рухотинська загальноосвітня школа, директор школи |
| 6               | Роскрут Інна Євгеніївна       | 04.11.2010            | вища               | член Партії регіонів                          | Рухотинська сільська рада, секретар ради          |
| 7               | Колісник Микола Володимирович | 04.11.2010            | середня спеціальна | член Партії регіонів                          | Рухотинський клуб, завідувач клубу                |
| 8               | Дудка Руслан Михайлович       | 04.11.2010            | вища               | член Партії регіонів                          | Рухотинська загальноосвітня школа, вчитель        |
| 9               | Балахтар Марина Михайлівна    | 04.11.2010            | вища               | член Партії регіонів                          | ФОП «Печеряга», бухгалтер                         |
| 10              | Рогожа Галина Олександрівна   | 04.11.2010            | середня            | член Партії регіонів                          | Пересувне відділення зв'язку, листоноша           |
| 11              | Рябой Євген Самійлович        | 04.11.2010            | середня            | член Партії регіонів                          | тимчасово не працює                               |
| 14              | Ліснича Валентина Пилипівна   | 04.11.2010            | вища               | член Партії регіонів                          | Рухотинська сільська рада, землевпорядник         |
| 16              | Терехова Жанна Вікторівна     | 04.11.2010            | вища               | член Партії регіонів                          | Блищадський об'єкт дозвілля, завідувачка          |
| Самовисування   |                               |                       |                    |                                               |                                                   |
| 1               | Печеряга Сергій Миколайов     | 04.11.2010            | середня            | позапартійний                                 | приватний підприємець                             |
| 2               | Козаче Тетяна Андріївна       | 04.11.2010            | вища               | член Всеукраїнського об'єднання «Батьківщина» | Рухотинська загальноосвітня школа, вчитель        |
| 3               | Бранашко Іван Степанович      | 04.11.2010            | вища               | позапартійний                                 | Завод «Кварк», завгосп                            |
| 12              | Піц Леся Іванівна             | 04.11.2010            | вища               | член Всеукраїнського об'єднання «Батьківщина» | Рухотинська загальноосвітня школа, вчитель        |
| 13              | Дудка Вадим Семенович         | 04.11.2010            | незакінчена вища   | позапартійний                                 | тимчасово не працює                               |